# Труд (Краснодарский край)
Труд — хутор в Каневском районе Краснодарского края.
Входит в состав Привольненского сельского поселения. Расположен в 1,5 км от побережья Азовского моря.

## География

### Улицы
- ул. Верхняя,
- ул. Длинная,
- ул. Лесная,
- ул. Мира,
- ул. Новая,
- ул. Прогонная,
- ул. Светлая,
- ул. Широкая.

## История
Раннее назывался Виташов Кут (т.к. был подарен Екатериной генералу Виташову).

## Население
| 2002 | 2010 |
| ---- | ---- |
| 368  | ↘365 |